# Marge de seguretat
El marge de seguretat és la diferència entre el valor intrínsec d'una acció i el seu preu de mercat.
Una altra definició: en l'anàlisi del punt d'equilibri, des de la disciplina de la comptabilitat, el marge de seguretat és la quantitat de producció o nivell de vendes que pot caure abans que un negoci arribi al seu punt d'equilibri. El punt d'equilibri és un escenari sense guanys i sense pèrdues.

## Història
Benjamin Graham i David Dodd, fundadors de la inversió de valor, van encunyar el terme marge de seguretat al seu llibre fonamental de 1934, Security Analysis. El terme també es descriu a The Intelligent Investor de Graham. Graham va dir que "el marge de seguretat sempre depèn del preu pagat" (The Intelligent Investor, Benjamin Graham, HarperBusiness Essentials, 2003).

## Aplicació a la inversió
Utilitzant el marge de seguretat, s'ha de comprar una acció quan val més que el seu preu al mercat. Aquesta és la tesi central de la filosofia d'inversió de valor que adopta la preservació del capital com a primera regla d'inversió. Benjamin Graham va suggerir mirar les empreses impopulars o abandonades amb ràtios P/E (price/earnings, és a dir, preu/benefici) i P/B (price/book, és a dir, preu/valor comptable) baixos. També s'hauria d'analitzar els estats financers i les notes a peu de pàgina per entendre si les empreses tenen actius ocults (p. ex., inversions en altres empreses) que el mercat potencialment passa desapercebut.

El marge de seguretat protegeix l'inversor tant de les males decisions com de les caigudes del mercat. Com que el valor raonable és difícil de calcular amb precisió, el marge de seguretat ofereix a l'inversor espai per invertir. Warren Buffett va analitzar el marge de seguretat amb la conducció a través d'un pont:
Heu de tenir els coneixements que us permetin fer una estimació molt general sobre el valor del negoci subjacent. Però no ho talleu a prop. Això és el que volia dir Ben Graham amb tenir un marge de seguretat. No intenteu comprar negocis amb un valor de 83 milions de dòlars per 80 milions de dòlars. Et deixes un marge enorme. Quan construeixis un pont, has de calcular que pugui transportar 30.000 lliures, però només condueixes camions de 10.000 lliures. I aquest mateix principi funciona en la inversió.
Una interpretació comuna del marge de seguretat és fins a quin punt es paga per una acció per sota del valor intrínsec. Per a qüestions d'alta qualitat, els inversors de valor normalment volen pagar 90 cèntims per dòlar (90% del valor intrínsec), mentre que s'han de comprar accions més especulatives amb un descompte de fins a un 50% sobre el valor intrínsec (pagar 50 cèntims per un dòlar).

## Aplicació a la comptabilitat
En llenguatge comptable, el marge de seguretat és la diferència entre el nivell de vendes esperat (o real) i el nivell de vendes. Es pot expressar en la forma d'equació de la següent manera:
Marge de seguretat = Nivell de vendes esperat (o) real (quantitat o import en dòlars) - Nivell d'equilibri de vendes (quantitat o quantitat en dòlars)
La mesura és especialment útil en situacions en què grans porcions de les vendes d'una empresa estan en risc, com ara quan estan lligades en un contracte de client únic que es pot cancel·lar.

## Fórmula
Marge de seguretat = Vendes pressupostades - Vendes d'equilibri o Venda total - venda del punt d'equilibri
Per expressar-lo com a percentatge, el marge de seguretat s'ha de dividir per les vendes pressupostades.